# Skoczogonki
Skoczogonki, skoczogony (Collembola) – gromada, podgromada lub rząd stawonogów z grupy sześcionogów. Do 2024 roku opisano około 9500 gatunków, z których w Polsce stwierdzono około 470. Rzeczywista różnorodność tej grupy jest jednak zdecydowanie większa, może nawet przekraczać 50 tysięcy gatunków.

## Budowa i biologia
Skoczogonki występują w środowisku wodnym i lądowym. Nie mają skrzydeł (pierwotnie bezskrzydłe). Wydłużone ciało o różnorodnym ubarwieniu, długości kilku milimetrów, zwykle bez oczu, czułki 4-6-członowe i 6-segmentowy odwłok. Aparat gębowy gryzący lub kłująco-ssący. Gatunki skaczące posiadają na odwłoku tzw. widełki skokowe i hamowidło. Pierwszy segment odwłokowy jest zaopatrzony na stronie brzusznej w rurkowatą przysadkę, zwaną cewką brzuszną. Może ona nabrzmiewać na wierzchołku i służyć jako przylga dla przytwierdzenia się do podłoża. Brak wieloczłonowych przysadek odwłokowych, zamiast nich czasami są krótkie, pazurkowate wyrostki na wierzchołku odwłoka. Gatunki nieskaczące są pozbawione widełek i zaszczepki, czyli hamowidła.
Stopy są 1-członowe. Rozwój przebiega bez przeobrażenia.
Występują licznie w różnych wilgotnych środowiskach, we wszystkich typach gleb, ściółce leśnej, mchu, a nawet na śniegu. Odżywiają się martwą materią organiczną lub roślinami, przyczyniając się do rozwoju mikroflory glebowej. Wiele gatunków jest szkodnikami upraw szklarniowych.
Skamieniałości najstarszego znanego skoczogonka (Rhyniella praecursor) znalezione zostały w dolnodewońskim stanowisku paleontologicznym Rhynie Chert w Szkocji.

## Systematyka

### Pozycja wśród sześcionogów

#### Ranga
W zależności od przyjętej systematyki skoczogonkom nadaje się różną rangę. W tradycyjnych systemach włączano skoczogonki w obręb owadów do podgromady owadów pierwotnie bezskrzydłych i wówczas miały one rangę rzędu. Ewentualnie nadawano owadom bezskrzydłym wyższą rangę, a skoczogonki umieszczano w monotypowej podgromadzie Oligoentomata w ich obrębie. Późniejsze prace wykazały parafiletyzm tak definiowanych owadów bezskrzydłych, a skoczogonki wraz z widłogonkami i pierwogonkami zaczęto umieszczać w grupie skrytoszczękich. Grupie tej bardziej tradycyjnie nadawano rangę podgromady w obrębie owadów (wówczas skoczogonki miały rangę rzędu) lub rangę gromady w obrębie sześcionogów (wówczas skoczogonkom daje się rangę rzędu lub podgromady). Wśród współczesnych systematyków dominuje jednak nadawanie skoczogonkom rangi gromady w obrębie podtypu sześcionogów. Ma to związek z faktem, że skrytoszczękie mogą być taksonem parafiletycznym, w szczególności część analiz filogenetycznych rozpoznaje widłogonki jako bliższe owadom niż skoczogonkom i pierwogonkom.

#### Filogeneza
Relacje pokrewieństwa pomiędzy poszczególnymi gromadami sześcionogów nie zostały jednoznacznie rozpracowane. Współczesne molekularne analizy filogenetyczne wskazują na jedną z dwóch opcji. Według pierwszej skoczogonki są grupą siostrzaną dla kladu obejmującego pierwogonki i widłogonki i wraz z nimi formują klad skrytoszczękich, zajmujący z kolei siostrzaną pozycję względem owadów (jawnoszczękich). Takie wyniki otrzymał m.in. zespół Luan Y. w 2005 roku. Według drugiej opcji skoczogonki zajmują pozycję siostrzaną względem pierwogonków, formując z nimi klad Ellipura, natomiast widłogonki zajmują pozycję siostrzaną względem owadów, tworząc z nimi klad Cercophora. Takie wyniki otrzymał m.in. zespół Karla Kjera w 2016 roku. W przypadku obu tych hipotez znaleźć można dowody morfologiczne świadczące na ich korzyść.
Hipoteza historyczna, jakoby skoczogonki w ogóle nie należały do sześcionogów jest odrzucana przez współczesne analizy filogenomiczne.

### Podział systematyczny
Tradycyjnie do skoczogonków zaliczano dwa podrzędy: wolnopierścieniowe (Arthropleona) i zrosłopierścieniowe (Symphypleona), później wyróżniono również Neelipleona, jednak nie wszyscy taksonomowie zgadzali się z taką interpretacją. W niektórych klasyfikacjach wyróżniano Entomobryomorpha, Neelipleona, Poduromorpha i Symphypleona, w innych Entomobryomorpha i Poduromorpha uznawano za podgrupy wewnątrz Arthropleona. W analizach filogenetycznych przeprowadzonych przez Haesego (2002) oraz Luana i współpracowników (2005) grupa Symphypleona była parafiletyczna. U Haesego parafiletyczne były również Entobryomorpha, zaś monofiletyczne – Poduromorpha, podczas gdy w analizach Luanga i in. monofiletyczne były zarówno Entobryomorpha, jak i Poduromorpha (a tym samym również Arthropleona jako całość). Wyniki analizy rybosomowego RNA 18S i 28S przeprowadzonej przez Gao i innych w 2008 wykazały, że zaliczane wcześniej do Symphypleona Neelidae stanowią bazalną linię ewolucyjną wśród współczesnych skoczogonków, stąd przywrócono do klasyfikacji Neelipleona. Analiza ta wykazała monofiletyzm nowo zdefiniowanych Symphypleona jak i pozostałych dwóch grup: Entomobryomorpha i Poduromorpha.
Współcześnie dzieli się więc skoczogonki na 4 grupy o randze rzędów (rzadziej podgromad lub podrzędów) i 32 rodziny:
- Poduromorpha Börner, 1913
  - nadrodzina: Neanuroidea Börner, 1901
    - rodzina: Neanuridae Börner, 1901 – mrowiaczki
    - rodzina: Brachystomellidae Stach, 1949
    - rodzina: Odontellidae Massoud, 1967

  - nadrodzina: Poduroidea Latreille, 18045
    - rodzina: Poduridae Latreille, 1804 – pchliczkowate

  - nadrodzina: Hypogastruroidea Börner, 1906
    - rodzina: Hypogastruridae Börner, 1906
    - rodzina: Pachytullbergiidae Stach, 1954

  - nadrodzina: Gulgastruroidea Lee & Thibaud, 1998
    - rodzina: Gulgastruridae Lee & Thibaud, 1998

  - nadrodzina: Onychiuroidea Lubbock, 1867
    - rodzina: Paleotullbergiidae Deharveng, 2004
    - rodzina: Onychiuridae Lubbock, 1867 – przyślepkowate
    - rodzina: Tullbergiidae Bagnall, 1935

  - nadrodzina: Isotogastruroidea Thibaud & Najt, 1992
    - rodzina: Isotogastruridae Thibaud & Najt, 1992
- Entomobryomorpha Börner, 1913
  - nadrodzina: Tomoceroidea Schäffer, 1896
    - rodzina: Oncopoduridae Carl & Lebedinsky, 1905
    - rodzina: Tomoceridae Schäffer, 1896 – łuśniczkowate

  - nadrodzina: Isotomoidea Schäffer, 1896
    - rodzina: Isotomidae Schäffer, 1896 – pchlicowate
    - rodzina: Actaletidae Börner, 1902
    - rodzina: †Protentomobryidae Folsom, 1937

  - nadrodzina: Entomobryoidea Schäffer, 1896
    - rodzina: Microfalculidae Massoud & Betsch, 1966
    - rodzina: †Praentomobryidae Christiansen & Nascimbene, 2006
    - rodzina: Entomobryidae Schäffer, 1896
    - rodzina: Paronellidae Börner, 1913
    - rodzina: †Oncobryidae Christiansen & Pike, 2002

  - nadrodzina: Coenaletoidea Bellinger, 1985
    - rodzina: Coenaletidae Bellinger, 1985
- Neelipleona Massoud, 1971
  -     - rodzina: Neelidae Folsom, 1896
- Symphypleona Börner, 1901 – zrosłopierścieniowe
  - nadrodzina: Sminthuridoidea Börner, 1906
    - rodzina: Mackenziellidae Yosii, 1961
    - rodzina: Sminthurididae Börner, 1906

  - nadrodzina: Katiannoidea Börner, 1913
    - rodzina: Katiannidae Börner, 1913
    - rodzina: Spinothecidae Delamare Deboutteville, 1961
    - rodzina: Arrhopalitidae Stach, 19569
    - rodzina: Collophoridae Bretfeld, 1999

  - nadrodzina: Sturmioidea Bretfeld, 1994
    - rodzina: Sturmiidae Bretfeld, 1994

  - nadrodzina: Sminthuroidea Lubbock, 1862
    - rodzina: Sminthuridae Lubbock, 1862 – podskoczkowate
    - rodzina: Bourletiellidae Börner, 1912

  - nadrodzina: Dicyrtomoidea Börner, 1906
    - rodzina: Dicyrtomidae Börner, 1906